# Útok Íránu na Izrael (duben 2024)
Útok Íránu na Izrael (v Íránu nazvaný „operace Skutečný slib“, persky وعده صادق‎) začal večer 13. dubna 2024. Islámské revoluční gardy zaútočily z území Íránu na území Izraele za použití stovek bezpilotních letounů a balistických raket. Podle Íránu šlo o odvetu za izraelský útok na íránský konzulát v syrském Damašku, který se uskutečnil 1. dubna 2024 a který měl 16 obětí, včetně 7 vojáků Íránských revolučních gard, mezi nimi i dvou íránských generálů. Jedná se o první přímou vojenskou konfrontaci mezi oběma státy. Izrael většinu dronů a raket zničil před dopadem, část dronů zničily také ozbrojené síly Spojených států, Spojeného království a Jordánska, přes jehož území drony také letěly.

## Pozadí
Od roku 2013 byly vojenské jednotky Íránu přítomny v Sýrii, ve které probíhala občanská válka, během které si chtěl Írán udržet svůj vliv. Írán současně vyzbrojoval a cvičil radikální šíitské islamisty z Hizballáhu a také z organizací v Iráku a Afghánistánu, a to nejen v Sýrii, ale také v sousedním Libanonu. Od začátku občanské války v Sýrii provedl Izrael stovky raketových náletů na pozice Hizballáhu v Sýrii. Izrael také v Sýrii ostřeloval íránské cíle (například Operace Dům z karet v roce 2018 nebo raketové útoky na Sýrii v listopadu 2019).
Dne 7. října 2023 zaútočili teroristé z palestinského hnutí Hamás na Izrael. Benjamin Netanjahu v reakci vyhlásil Hamásu válku. Izrael současně ostřeloval území Hizballáhu v Libanonu a Sýrii. Írán během války podporoval šíitská hnutí islamistického odporu proti Izraeli, které vyzbrojoval a vybízel k útokům na Izrael.
V prosinci 2023 Izrael během náletu nedaleko Damašku zabil jednoho z nejzkušenějších poradců Islámských revolučních gard v Sýrii, brigádního generála Rázího Musávího. V lednu 2024 byl v Sýrii při izraelském náletu zabit generál íránské armády Sadegh Omidzadeh.
Dne 1. dubna 2024 dopadly na íránský konzulát v syrském Damašku rakety, které zabily šestnáct osob, včetně několika členů íránské armády. Izrael útok odmítl komentoval, ale obecně se v médiích hovořilo o tom, že je původcem tohoto útoku. Írán i Hizballáh okamžitě slíbili odvetný útok, který ale neměl vyvolat větší konflikt. Ihned po zveřejnění plánu odvetného útoku Íránu vyjádřil podporu Izraeli americký prezident Joe Biden, který jinak již v této době kritizoval Izrael za jeho postup v Pásmu Gazy. Podporu dále vyjádřili francouzský prezident Emmanuel Macron, německá ministryně zahraničních věcí Annalena Baerbock a britský premiér Rishi Sunak.

## Průběh útoku
Útok započal ve 21:30 středoevropského času (22:30 izraelského času, 23:00 íránského času) startem 185 bezpilotních letadel z Íránu, následovaného odpálením 36 střel s plochou dráhou letu, včetně střely Sawa 351 Sumar a 110 balistickými raketami. K útoku byly použity jednosměrné (tzv. sebevražedné) bezpilotní letouny Šáhid 136 a proudové Šáhid-238 sloužící k tzv. saturaci (t.j. zahlcení) izraelského systému protivzdušné obrany. Útočné prostředky byly odpáleny ve 3 vlnách ze základen Islámských revolučních gard v íránských provinciích Kermánšáh a Hormozgán. Kolem 23:00 středoevropského času začaly Spojené státy, Velká Británie, Izrael a Jordánsko zachycovat pohyb dronů a raket ještě mimo vzdušný prostor Izraele.
Podle vyjádření izraelských vojenských představitelů byl útok očekáván a v době, kdy byl let íránských vzdušných prostředků zaznamenán, vzlétly do vzduchu i izraelské stíhací letouny. Ve vysokém stupni pohotovosti se nacházelo kromě izraelského letectva i izraelské námořnictvo. V některých oblastech Izraele byly nedostupné služby GPS. Do vzduchu vzlétlo i letadlo předsedy izraelské vlády Křídlo Sionu.
Podle mluvčího Izraelských obranných sil byly bezpilotní letouny a střely s plochou dráhou letu zničeny mimo vzdušný prostor Izraele a to jak izraelským letectvem, tak letectvem a protivzdušnou obranou USA, Velké Británie, Jordánska, Francie a dalších zemí. Téměř polovinu raket sestřelily systémy USA. Kromě přímé účasti na zneškodňování útoku sdílela řada zemí informace z odposlechu, a to jak íránské komunikace, tak komunikace syrské armády.

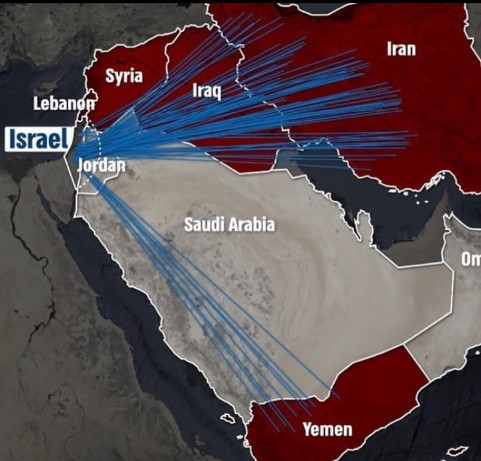
Infografika izraelské vlády zobrazující útok na Izrael

V 00:00 byla, dle Íránu, operace ukončena. Spojené státy byly o ukončení celého incidentu Íránem informovány prostřednictvím švýcarské vlády. V tu dobu Hizballáh, dle vlastního tvrzení odpálil desítky raket Kaťuša směrem na izraelskou raketovou a dělostřeleckou základnu na Golanských výšinách. Bezpilotní prostředky, dle izraelských vojenských zdrojů, byly vypuštěny i z dalších zemí, včetně Jemenu. Vzdušný cíl, mířící na Ejlat z prostoru Rudého moře zachytila raketová loď izraelského námořnictva a poté zničila protiraketovým systémem Sea Dome.

## Ztráty
Během útoku v Izraeli utrpěla život ohrožující zranění jedna civilní osoba, jednalo se sedmiletou drúzskou dívku. Zraněna byla šrapnelem poté, co na dům její rodiny dopadly trosky sestřelené balistické rakety. S lehčími zraněními bylo do nemocnice v Beerševě převezeno dalších 8 osob, kteří utrpěli zranění po pádu trosek. Dalších 31 osob po celém Izraeli utrpělo lehká zranění při přesunu do krytů či vykazovalo příznaky úzkosti.
Podle izraelské armády 5 íránských balistických raket zasáhlo leteckou základnu Nevatim, kde poškodily transportní letadlo C-130, nepoužívanou přistávací dráhu a prázdné skladiště. Další 4 balistické rakety zasáhly leteckou základnu Ramon v Negevské poušti, kde nezpůsobily žádné významné škody.
Podle Íránu zasáhlo leteckou základnu Ramon 7 balistických raket. Zasažena byla i letecká základna Nevatim a zpravodajská základna na hoře Hermon. Obě tato místa byla podle Íránu do značné míry zničena.

## Po útoku
Podle amerického prezidenta Joe Bidena se při útoku stal vítězem Izrael, kterému se s pomocí spojenců podařilo zlikvidovat 99 % raket a dronů. Biden současně uvedl, že Spojené státy by nepodpořily další odvetu Izraele vůči Íránu, kterou Netanjahu po útoku oznámil. Brzy poté Joe Biden a šéf americké diplomacie Antony Blinken telefonicky hovořili o íránském útoku na Izrael s představiteli blízkovýchodních zemí včetně Jordánska, Saúdské Arábie či Egypta. Zopakovali při nich, že se Spojené státy chtějí vyhnout dalšímu zvýšení napětí v regionu a že budou nadále podporovat izraelskou obranu. Spojené státy americké později rovněž uvedly, že vůči Íránu představí další sankce, jejichž cílem bude omezení výroby íránských dronů a raket.
Šéf diplomacie Evropské unie Josep Borrell uvedl, že Evropská unie odsuzuje íránský útok na Izrael. Generální tajemník OSN António Guterres řekl, že je hluboce znepokojen reálnou hrozbou eskalace na Blízkém východě a vyzval k maximální zdrženlivosti. Íránský útok odsoudili mimo jiné francouzský prezident Emmanuel Macron, japonský premiér Fumio Kišida nebo jihokorejská diplomacie. Spojené arabské emiráty a Rusko vyzvaly k hledání řešení diplomatickou cestou.
Íránský útok okomentovali také čeští politici, kteří dlouhodobě stojí na straně Izraele. Prezident Petr Pavel odsoudil útok Íránu. Premiér Petr Fiala (ODS) zopakoval svou podporu práva Izraele na sebeobranu.

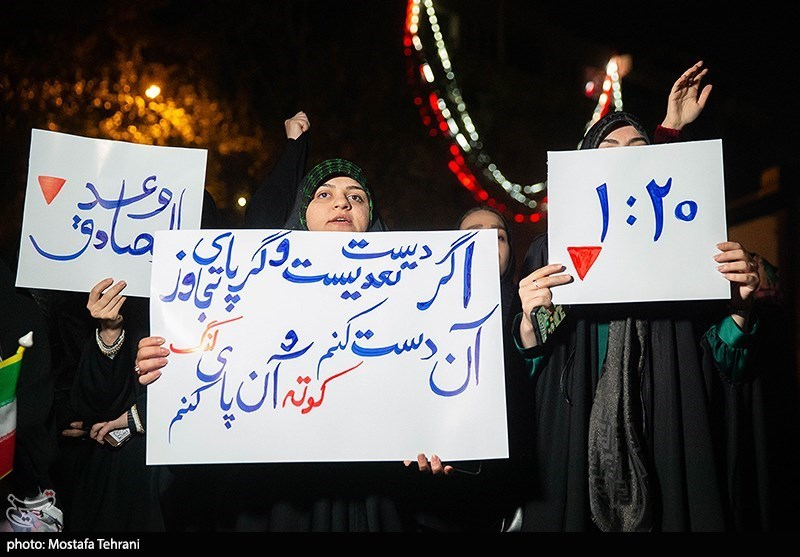
Demonstracena podporu íránského útoku

Šéf íránské diplomacie Hosejn Amírabdolláhján po útoku tvrdil, že partneři Íránu dostali tři dny před nočním útokem na Izrael informaci o plánované akci. Současně uvedl, že jeho země informovala Spojené státy americké o záměru provést „omezenou“ operaci. Velení íránských revolučních gard, které útok provedly, podle deníku The New York Times vyhlásilo, že drony a střely mířily pouze na zařízení, která Izrael použil k úderu v Damašku.
O tom, zda Izrael provede další odvetu začal ihned jednat izraelský válečný kabinet, který tvoří Benjamin Netanjahu (Likud), Jo'av Galant (Likud) a Binjamin Ganc (Státní tábor). Během prvního jednání se vláda na dalším postupu nedohodla. Podle agentury Reuters se ale členové kabinetu přikláněli k odvetě, na jejím rozsahu a načasování však shoda nebyla. Podle zpravodajského webu The Times of Israel přišla některá hebrejská média s informací, že Ganc a generál Gadi Eizenkot (Izraelské obranné síly) chtěli spustit odvetný úder ještě během doby, kdy íránský útok probíhal. Myšlenka okamžité odpovědi ale byla rychle zavržena. Izraelský prezident Jicchak Herzog uvedl, že ze strany Íránu šlo o vyhlášení války.

## Odvetný útok
Dne 19. dubna 2024 podle The New York Times Izrael při náletu zasáhl leteckou základnu poblíž středoíránského města Isfahán. Íránská média informovala o explozích v důsledku práce protivzdušné obrany. Podle americké stanice ABC odpálila izraelská letadla 3 rakety na radarovou stanici íránské protivzdušné obrany poblíž Isfahánu. Rakety byly podle informací stanice ABC odpáleny mimo vzdušný prostor Íránu. Izrael oficiálně odpovědnost za útok nepřijal. Íránští představitelé zpochybnili možnost, že by za útokem stál Izrael. Izrael s útokem nespojují ani íránská média. Uvedením Izraele jako útočníka by musel Írán reagovat odvetnou akcí, na čemž nemá zájem a ani žádnou odvetnou akci, dle tvrzení portálu Al-Arabiya neplánuje.
Izraelský ministr národní bezpečnosti Itamar Ben Gvir na svém účtu na síti X nazval tento útok chabým, za což si vysloužil od řady izraelských politiků ostrou kritiku, neboť tím útok spojil s Izraelem. Podle nejmenovaného izraelského představitele se nemělo jednat o útok, ale o demonstraci, že Izrael je schopen zasáhnout území Íránu. Stanice CNN přinesla informaci anonymního zdroje z vládních úřadů Spojených států amerických, který tvrdil, že útok provedl Izrael a že Spojené státy byly dopředu informovány, ale s útokem nesouhlasily. Podle íránských představitelů se nejednalo o útok, ale o infiltraci provedenou zevnitř Íránu. Podle Mezinárodní agentury pro atomovou energii (MAAE) nevznikly žádné škody na íránských jaderných zařízeních.